# Aksai Chin
L'Aksai Chin (in hindī अक्साई चिन; in cinese 阿克赛钦S, 'Ākèsàiqīn'P; in uiguro ﺋﺎﻗﺴﺎﻱ ﭼﯩﻦ) è una regione situata nel Kashmir dove Cina, Pakistan e India si incontrano e rappresenta una buona parte dell'area del territorio indiano del Ladakh. Insieme alla valle Shaksgam è una delle due aree del Kashmir amministrate dal 1962 dalla Cina, ma il suo possesso è rivendicato dall'India.

## Geografia
L'Aksai Chin è un vasto deserto salino situato a grande altitudine che raggiunge quote intorno ai 5000 metri. Dal punto di vista geografico fa parte dell'altopiano tibetano. La regione è quasi disabitata, non avendo insediamenti permanenti. Le precipitazioni sono scarse dal momento che l'Himalaya e altre montagne bloccano le piogge dei monsoni indiani.

## Storia
Storicamente l'Aksai Chin (denominato Soda Plains) fu parte del regno himalayano di Ladakh, fino a quando fu assorbito dal Kashmir nel XIX secolo. In seguito ad un trattato siglato dal Tibet con il Regno Unito nel 1904 venne a far parte dell'India britannica. Il confine venne definito col nome del negoziatore britannico Linea McMahon. Con l'indipendenza del 1947 passò all'India.
Fu una delle cause della guerra sino-indiana del 1962, durante la quale la Cina, a cui l'area è strategica in quanto consente il collegamento stradale tra Tibet e Xinjiang, s'impadronì della regione.
L'India rivendica la regione come parte del Ladakh, nello stato Jammu e Kashmir. Allo stato attuale è improbabile che la disputa sfoci in un vero conflitto. Il Pakistan, pur rivendicando l'intero Jammu e Kashmir, non ha mai avanzato pretese sull'area e riconosce tacitamente il controllo cinese dell'area.